# Vilmer
Vilmer es una localidad argentina ubicada en el departamento Robles de la provincia de Santiago del Estero. Se halla sobre la ruta nacional 34, la cual constituye su principal vía de comunicación vinculándola al noroeste con La Banda y al sudeste con Beltrán. Se desarrolló a partir de una estación de ferrocarril.
En Vilmer fue fusilado Juan Francisco Borges, precursor de la autonomía provincial.
Cuenta con una delegación policial y una biblioteca.

## Población
Cuenta con 932 habitantes (Indec, 2010), lo que representa un incremento del 18,9% frente a los 784 habitantes (Indec, 2001) del censo anterior.
| Gráfica de evolución demográfica de Vilmer entre 1991 y 2010 |
|                                                              |
| Fuente: Censos nacionales del INDEC                          |